# Дозвольте тебе поцілувати
«Дозвольте тебе поцілувати» — кінофільм режисера Анаріо Мамедова, що вийшов на екрани в 2008 році.

## Зміст
У нелегкій ситуації опинився майор Власов. Після великих неприємностей його переводять на нове місце служби на командну посаду. Та на місці виявляється, що в частині мешкає група військовослужбовців-дівиць, які дозволяють собі неприпустимі вільності. Спочатку з ними нелегко впоратися, але саме у цьому квітнику наш герой знайде своє справжнє кохання.

## Ролі
| Актор             | Роль                   |
| ----------------- | ---------------------- |
| Ігор Ліфанов      | Власов                 |
| Марія Куликова    | Кисєльова              |
| В'ячеслав Хархота | Віктор Кіслухін, майор |
| В'ячеслав Мелехов | -                      |
| Юлія Кузюткіна    | -                      |
| Юрій Бондаренко   | -                      |
| Борис Щербаков    | -                      |
| Віолетта Вакоріна | -                      |
| Ольга Бутакова    | -                      |
| Дар'я Михайлова   | -                      |

## Знімальна група
- Режисер — Анаріо Мамедов
- Сценарист — Ольга Данилова
- Продюсер — Павло Бабин, Михайло Чурбанов